# Máscara antigás

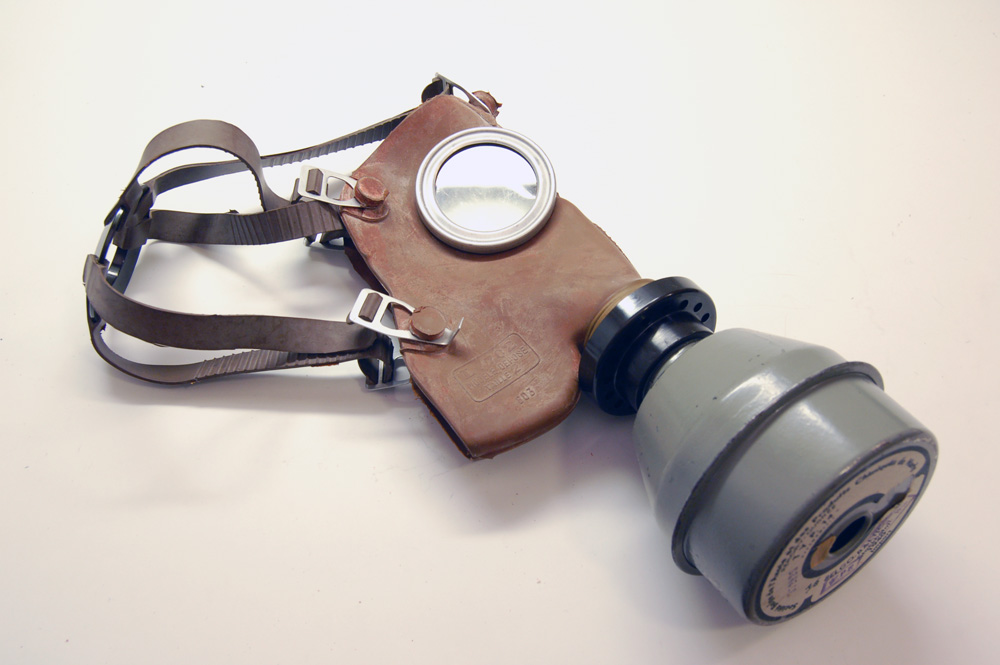
Máscara antigás belga Modelo L.702, de la década de 1930.

Una máscara antigás es un dispositivo de uso individual, que se ajusta a la cabeza para proteger de vapores y gases venenosos. 
Consta de un cuerpo fabricado de un material flexible que se adapta a la cara, unas protecciones plásticas para los ojos y una válvula para respirar.
fue creada en Estados Unidos
Más tarde sería rediseñada por Garrett Augustus Morgan, en 1912, con el fin de evitar las inhalaciones de gas por los bomberos. Luego, en 1915, sería de nuevo modificada por James Garner, pensando más en el campo de guerra.
A la máscara de Garner se le conecta por medio de una rosca y un filtro que son diferentes según sean los requerimientos de protección. Este consta típicamente de un cuerpo cilíndrico con dos aperturas, una de ellas con una rosca que se conecta a la máscara.
El uso y la cantidad de máscaras antigás aumentó considerablemente en el comienzo de la Primera Guerra Mundial debido a que durante este periodo fue cuando se crearon y emplearon experimentalmente las armas químicas más letales de la historia.
Fue muy importante su uso, ya que en su tiempo eran utilizadas contra las bombas de gas y otros químicos ya inventados, que podían ser letales y provocar la muerte.
Hoy día las máscaras antigás son muy empleadas por ciclistas y viandantes comunes para transitar por numerosas ciudades, en diversos países de la Tierra, con el fin de protegerse de las inhalaciones de humo tóxico para los pulmones, debidas a fábricas y vehículos en circulación.[cita requerida]

## Funcionamiento del filtro

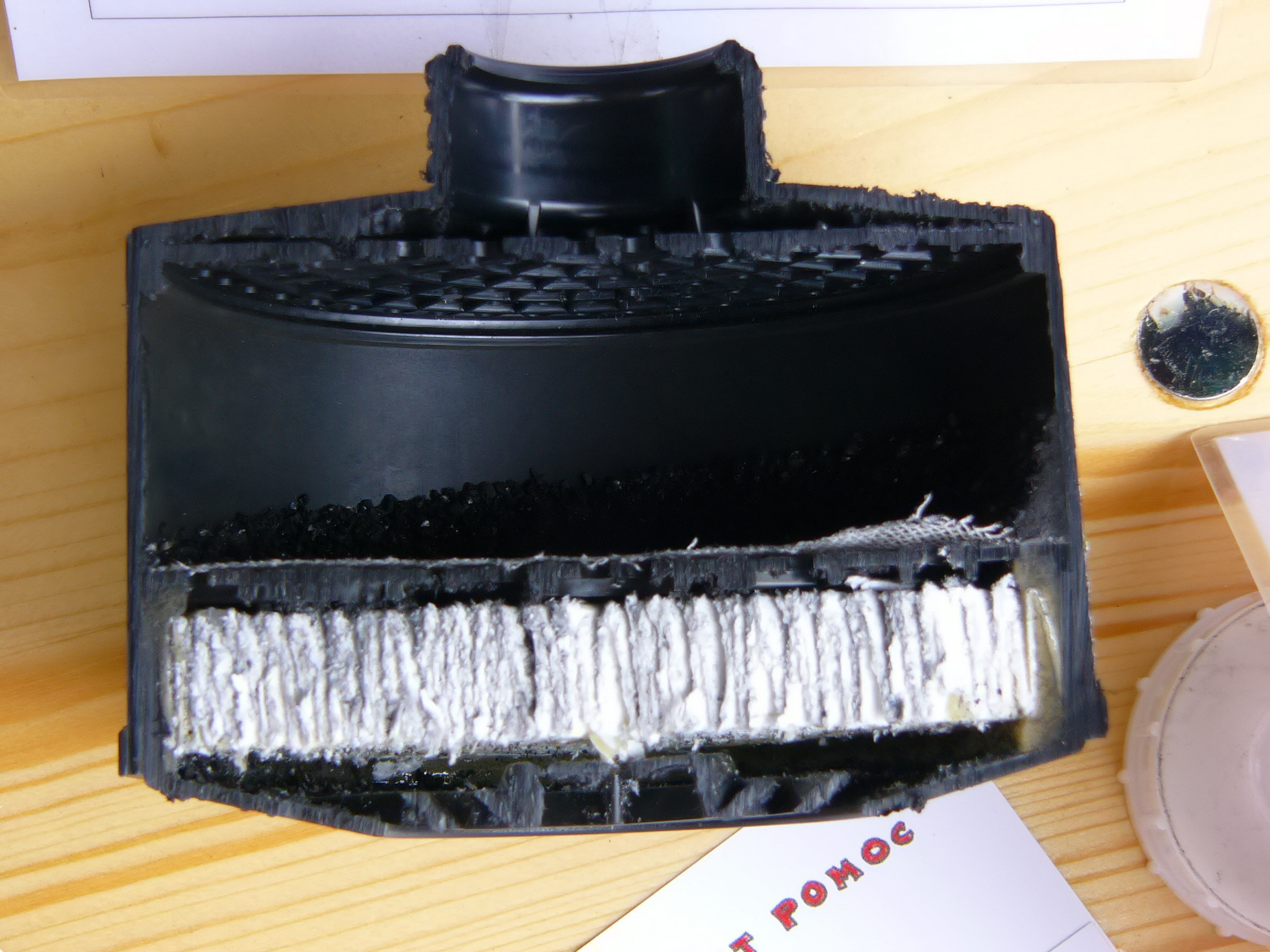
Filtro moderno seccionado.

En el interior de este cilindro existen diferentes etapas de filtrado:
1. Filtrado físico: en la que un disco con microporosidades filtra partículas de pequeño tamaño.
2. Filtrado químico: en la cual se encuentra carbón activo al cual se le suele añadir otras sustancias para hacer que algunos gases tóxicos que no son absorbidos por el carbón sean inocuos para el organismo, por ejemplo, una mezcla de óxido de cobre y óxido de manganeso para oxidar el monóxido de carbono (CO) dando lugar a dióxido de carbono (CO2).
3. Filtrado de carbón: El carbón debido a su naturaleza frágil desprende partículas de este durante el paso de aire, para evitar que estas partículas sean introducidas en el organismo se dispone de un filtro similar al inicial que filtra estas partículas de carbón y partículas que pudieran haber atravesado el filtro inicial.

## Evolución tecnológica en las máscaras antigás

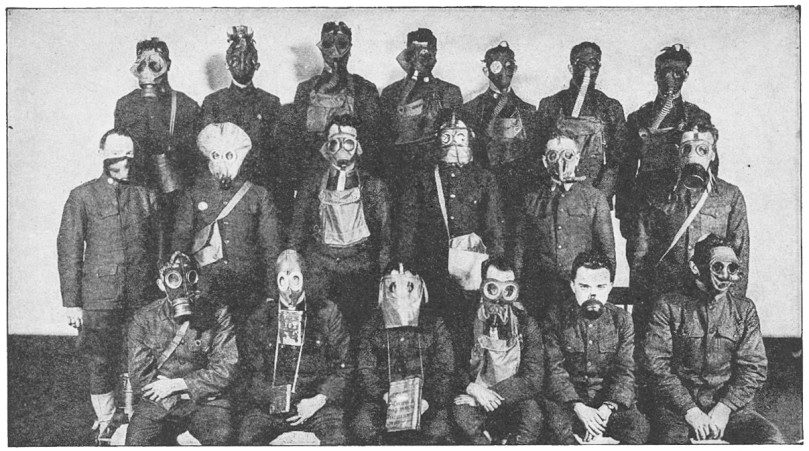
Varios modelos de máscaras antigás empleadas en el Frente Occidental durante la Primera Guerra Mundial.

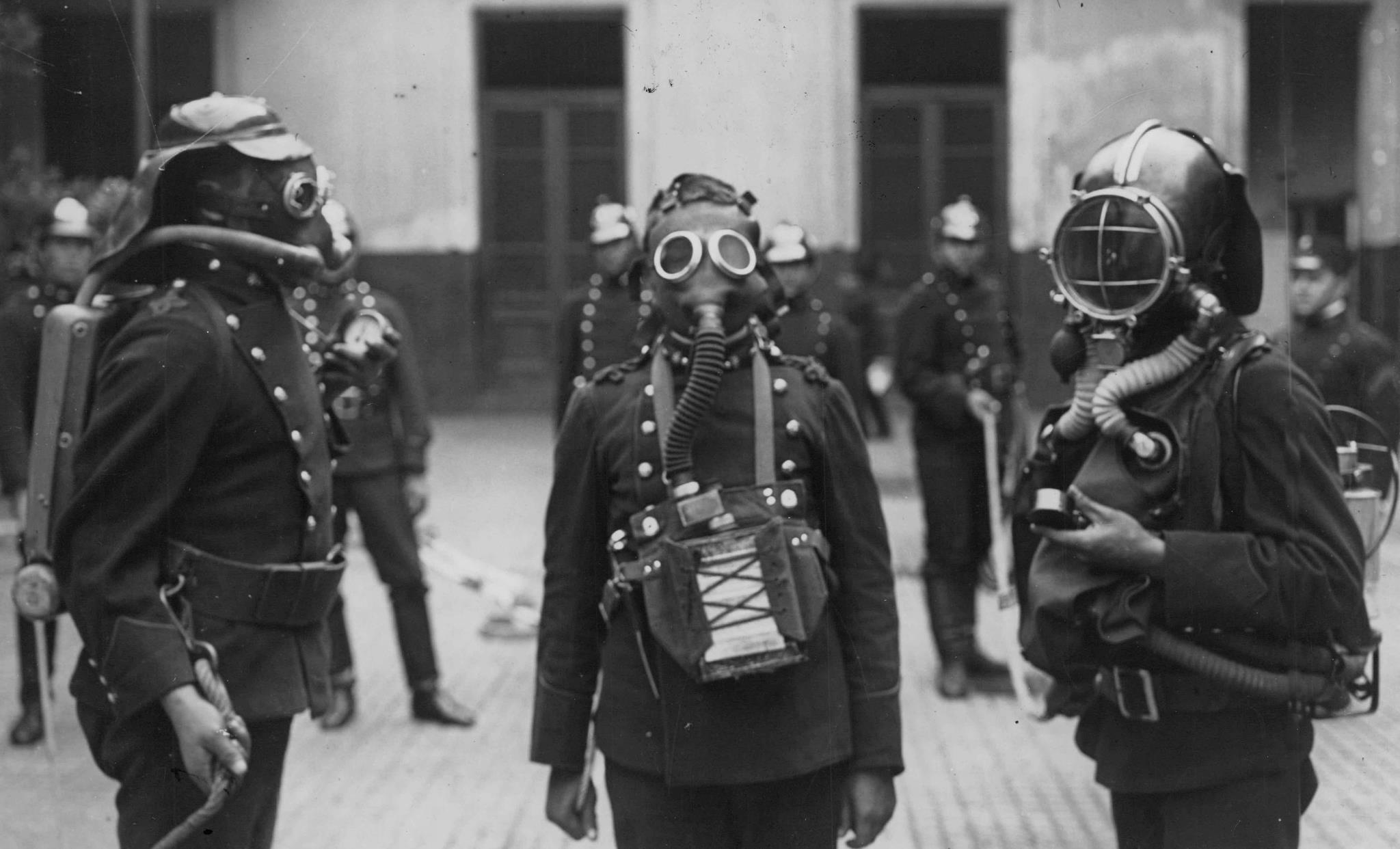
Bomberos en Buenos Aires con máscaras antigás y respiradores en 1925.

Inicialmente las máscaras se fabricaban a partir de caucho natural vulcanizado al cual se le acoplaba el soporte metálico para el filtro, hebillas metálicas para sujetar las correas, que solían ser de tela o lona, y dos piezas oculares de vidrio principalmente en forma esférica.
El vidrio en el visor causaba empañamiento y el consiguiente entorpecimiento de la visión, esto fue remediado por medio de dos laminas antivaho de un material que, aunque transparente, absorbía el vapor de agua.
Modernamente, el visor suele ser de policarbonato, el cuerpo de siliconas y otros polímeros plásticos, las correas de caucho, silicona y látex y las piezas de conexión con filtros de polímeros plásticos.
Las máscaras modernas tienen sistemas para optimizar la comunicación, la mayoría se basan en un diafragma plástico situado delante de la boca, que vibra al hablar y permite una comunicación mejor.
También existen máscaras antigás con un sistema adicional para beber mientras esta es usada.
Estas máscaras son comúnmente utilizadas con otros equipos de protección ya que algunos tóxicos no sólo afectan a las vías respiratorias, puede ser usado en conjunto con un traje NBQ.

## Tipos de máscaras

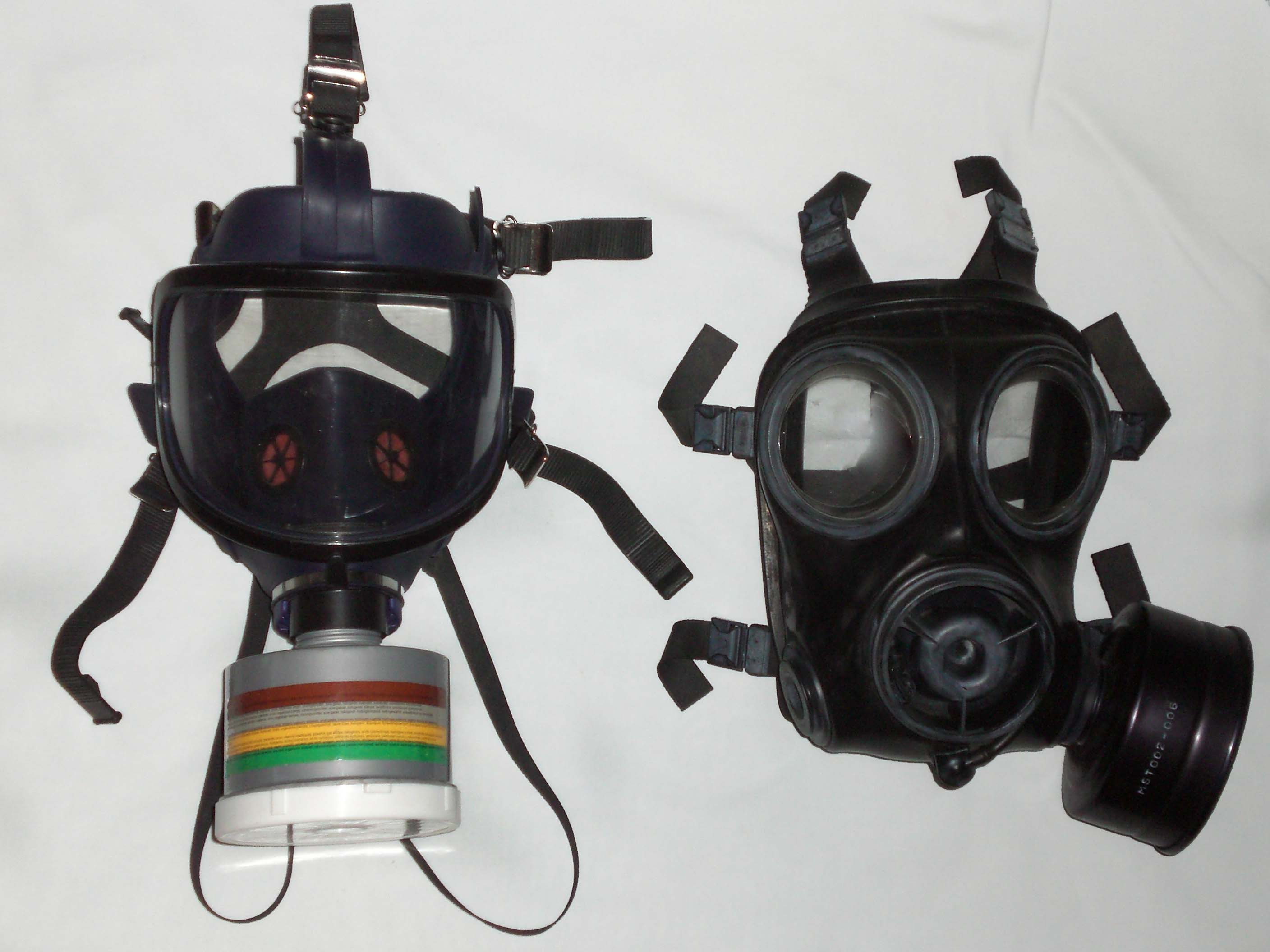
Comparación entre una máscara industrial y una máscara militar.

Se distinguen principalmente dos grupos de máscaras antigás:
- Las de uso militar o civil, para la protección ante agentes químicos y biológicos (comúnmente denominadas armas químicas o de destrucción masiva). Como ejemplos de agentes químicos el sarín, el somán, tabún, VX, gas mostaza, fosgeno, lewisita, etc.
- Las de uso industrial, para la protección de gases, líquidos y sólidos nocivos para la salud. Como ejemplos el cloro, amoniaco, mercurio, amianto y otros.

Se pueden diferenciar las máscaras modernas de uso industrial de las de uso militar por la situación del filtro, si el filtro está situado en un lateral de la máscara esto indica que muy probablemente esta sea de uso militar y si por el contrario tiene el filtro apuntando hacia el frente indica su uso industrial. 
Esto se explica por el motivo de que para disparar armas de fuego largas es necesario acercar la mejilla a la culata del arma para poder apuntar, con el filtro a un lateral (depende de si uno es diestro o zurdo) puede alinear el ojo con el alza y el punto de mira del cañón, si por el contrario estuviese delante no es posible la operación.

## Ergonomía; y capacitación en salud y seguridad en el trabajo

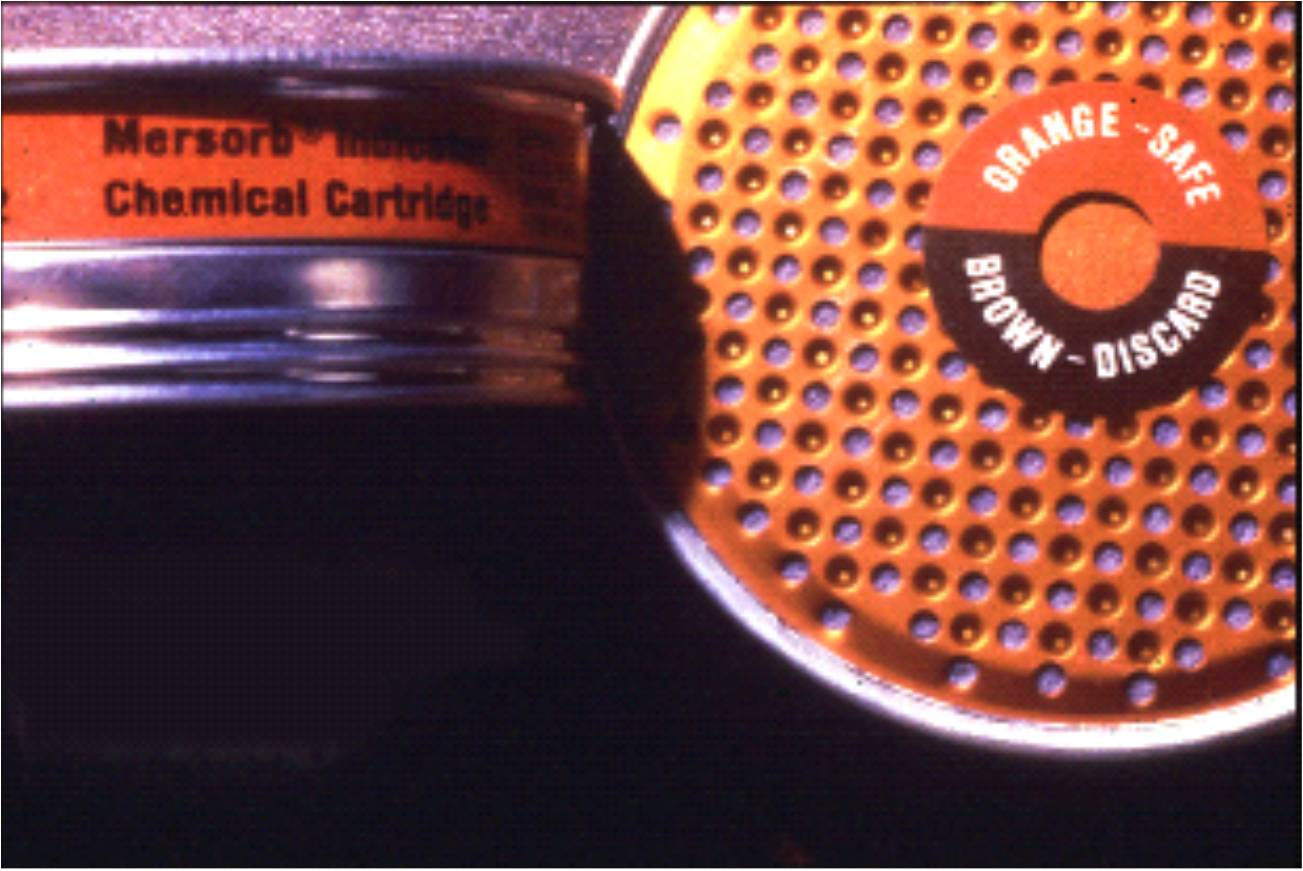
Para el reemplazo oportuno de los filtros que purifican el aire de gases nocivos, se pueden utilizar indicadores de fin de vida (End of Service Life Indicator ESLI). El círculo en el centro del indicador cambia de color naranja a marrón después de la saturación del absorbente con vapor de mercurio.

El dispositivo de los respiradores pueden ser diferentes. Estas diferencias pueden influir en el grado de protección de los empleados. Por esta razón, el uso correcto un respirador en condiciones, para que su diseño no es el adecuado, puede conducir al desarrollo de enfermedades profesionales de los trabajadores. Para evitar estos casos en los países desarrollados se han desarrollado los requisitos del empleador. Estos requisitos están consagrados en la legislación nacional y regulan la selección y uso de respiradores. En conformidad con estos requisitos se han elaborado los manuales: Estados Unidos, Reino Unido, Canadá, Alemania.

## Notas

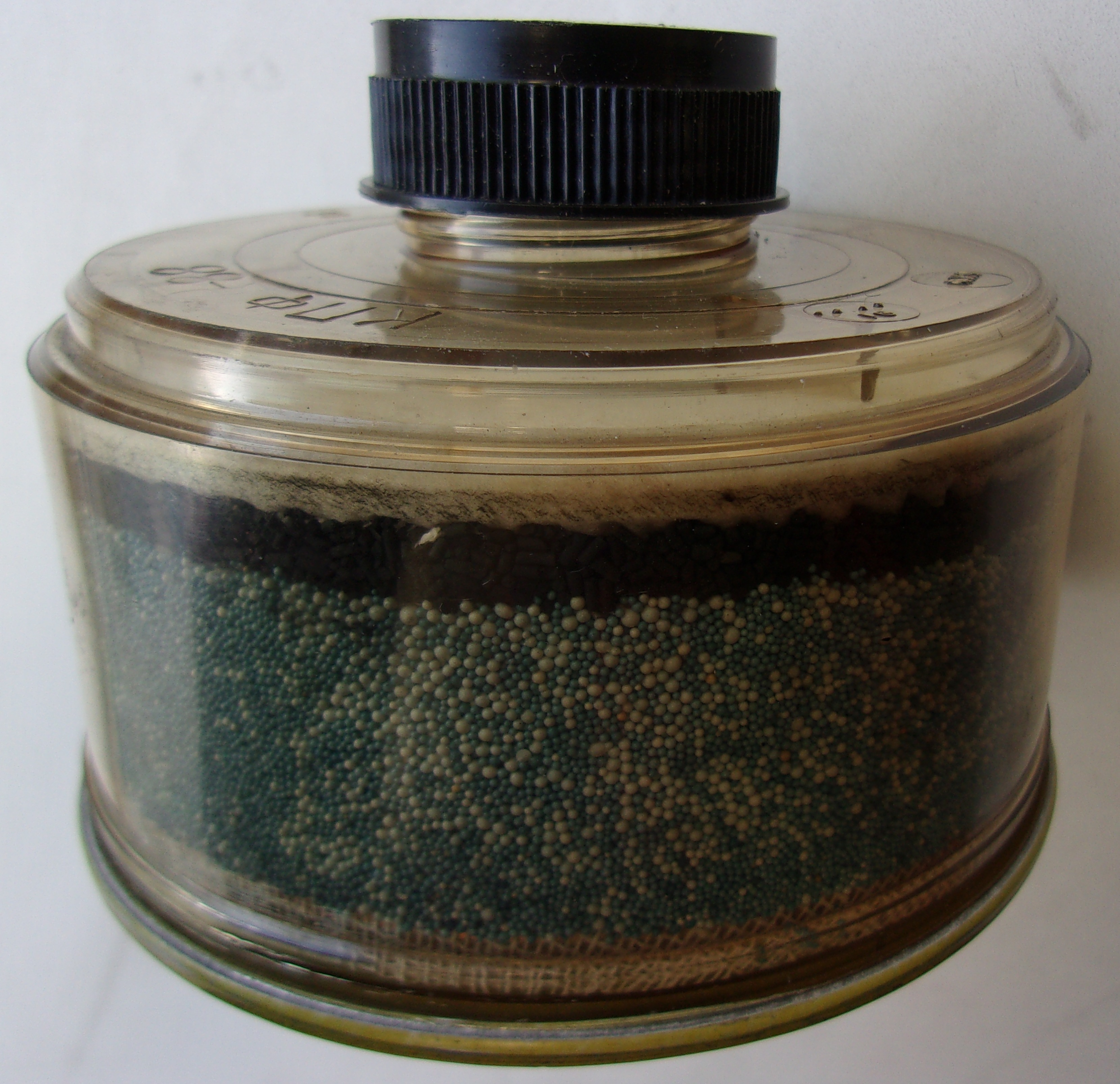
Filtro de respirador mixto BKF (БКФ) para gases y partículas, que ofrece protección contra gases ácidos. Tiene un cuerpo transparente y un absorbente especial que cambia de color después de la saturación. Este cambio de color sirve para el reemplazo oportuno de los filtros (End of Service Life Indicator ESLI).